# Pukkisaari (ö i Mellersta Finland, Keuruu)
Pukkisaari är en ö i Finland. Den ligger i sjön Hepolampi och i kommunen Keuru i den ekonomiska regionen  Keuru ekonomiska region  och landskapet Mellersta Finland, i den södra delen av landet, 230 km norr om huvudstaden Helsingfors. Öns area är 0,3 hektar och dess största längd är 70 meter i nord-sydlig riktning.